# Výsledky Tour de France 2008
Podrobné výsledky jednotlivých etap Tour de France 2008 a průběžná pořadí.

## 1. etapa (Brest–Plumelec; 197,5 km)
Pořadí a celková klasifikace
| Pořadí | Jezdec             | Stát        | Stáj                | Celkový čas |
| ------ | ------------------ | ----------- | ------------------- | ----------- |
| 1.     | Alejandro Valverde | Španělsko   | Caisse d'Epargne    | 4h36'07"    |
| 2.     | Philippe Gilbert   | Belgie      | Française des Jeux  | + 1"        |
| 3.     | Jérôme Pineau      | Francie     | Bouygues Télécom    | + 1"        |
| 4.     | Kim Kirchen        | Lucembursko | Team Columbia       | + 1"        |
| 5.     | Riccardo Riccò     | Itálie      | Saunier Duval-Scott | + 1"        |
| 6.     | Cadel Evans        | Austrálie   | Silence-Lotto       | + 1"        |
| 7.     | Fränk Schleck      | Lucembursko | Team CSC Saxo Bank  | + 1"        |
| 8.     | Filippo Pozzato    | Itálie      | Liquigas            | + 1"        |
| 9.     | Óscar Freire       | Španělsko   | Rabobank            | + 1"        |
| 10.    | Óscar Pereiro      | Španělsko   | Caisse d'Epargne    | + 1"        |
| …      |                    |             |                     |             |
| 46.    | Roman Kreuziger    | Česko       | Liquigas            | + 7"        |

Sprinterská klasifikace
| Pořadí | Jezdec             | Stát      | Stáj               | Body |
| ------ | ------------------ | --------- | ------------------ | ---- |
| 1.     | Alejandro Valverde | Španělsko | Caisse d'Epargne   | 35   |
| 2.     | Philippe Gilbert   | Belgie    | Française des Jeux | - 5  |
| 3.     | Jérôme Pineau      | Francie   | Bouygues Télécom   | - 9  |

Vrchařská klasifikace
| Pořadí | Jezdec             | Stát      | Stáj                | Body |
| ------ | ------------------ | --------- | ------------------- | ---- |
| 1.     | Thomas Voeckler    | Francie   | Bouygues Télécom    | 8    |
| 2.     | Björn Schröder     | Německo   | Team Milram         | - 0  |
| 3.     | David de la Fuente | Španělsko | Saunier Duval-Scott | - 4  |

Klasifikace mladých jezdců
| Pořadí | Jezdec         | Stát        | Stáj                | Celkový čas |
| ------ | -------------- | ----------- | ------------------- | ----------- |
| 1.     | Riccardo Riccò | Itálie      | Saunier Duval-Scott | 4h36'08"    |
| 2.     | Andy Schleck   | Lucembursko | Team CSC Saxo Bank  | + 6"        |
| 3.     | Jurij Trofimov | Rusko       | Bouygues Télécom    | + 6"        |

Týmová klasifikace
| Pořadí | Stáj               | Stát                   | Celkový čas |
| ------ | ------------------ | ---------------------- | ----------- |
| 1.     | Caisse d'Epargne   | Španělsko              | 13h00'48"   |
| 2.     | Team CSC Saxo Bank | Dánsko                 | + 7"        |
| 3.     | Team Columbia      | Spojené státy americké | + 7"        |

Nejaktivnější jezdec
- Lilian Jégou;  Francie; Française des Jeux

## 2. etapa (Auray–Saint-Brieuc; 164,5 km)
Pořadí
| Pořadí | Jezdec          | Stát         | Stáj             | Celkový čas |
| ------ | --------------- | ------------ | ---------------- | ----------- |
| 1.     | Thor Hushovd    | Norsko       | Crédit Agricole  | 3h45'13"    |
| 2.     | Kim Kirchen     | Lucembursko  | Team Columbia    | + 0"        |
| 3.     | Gerald Ciolek   | Německo      | Team Columbia    | + 0"        |
| 4.     | Robert Hunter   | Jižní Afrika | Barloworld       | + 0"        |
| 5.     | Erik Zabel      | Německo      | Team Milram      | + 0"        |
| 6.     | Jurij Trofimov  | Rusko        | Bouygues Télécom | + 0"        |
| 7.     | Óscar Freire    | Španělsko    | Rabobank         | + 0"        |
| 8.     | Jimmy Casper    | Francie      | Agritubel        | + 0"        |
| 9.     | Martin Elmiger  | Švýcarsko    | AG2R-La Mondiale | + 0"        |
| 10.    | Leonardo Duque  | Kolumbie     | Cofidis          | + 0"        |
| …      |                 |              |                  |             |
| 45.    | Roman Kreuziger | Česko        | Liquigas         | + 0"        |

Celková klasifikace
| Pořadí | Jezdec             | Stát           | Stáj                | Celkový čas |
| ------ | ------------------ | -------------- | ------------------- | ----------- |
| 1.     | Alejandro Valverde | Španělsko      | Caisse d'Epargne    | 8h21'20"    |
| 2.     | Kim Kirchen        | Lucembursko    | Team Columbia       | + 1"        |
| 3.     | Óscar Freire       | Španělsko      | Rabobank            | + 1"        |
| 4.     | Juan José Cobo     | Španělsko      | Saunier Duval-Scott | + 1"        |
| 5.     | Cadel Evans        | Austrálie      | Silence-Lotto       | + 1"        |
| 6.     | Jérôme Pineau      | Francie        | Bouygues Télécom    | + 1"        |
| 7.     | David Millar       | Velká Británie | Garmin-Chipotle     | + 1"        |
| 8.     | Riccardo Riccò     | Itálie         | Saunier Duval-Scott | + 1"        |
| 9.     | Fränk Schleck      | Lucembursko    | Team CSC Saxo Bank  | + 1"        |
| 10.    | Filippo Pozzato    | Itálie         | Liquigas            | + 1"        |
| …      |                    |                |                     |             |
| 37.    | Roman Kreuziger    | Česko          | Liquigas            | + 7"        |

Sprinterská klasifikace
| Pořadí | Jezdec             | Stát        | Stáj             | Body |
| ------ | ------------------ | ----------- | ---------------- | ---- |
| 1.     | Kim Kirchen        | Lucembursko | Team Columbia    | 54   |
| 2.     | Alejandro Valverde | Španělsko   | Caisse d'Epargne | - 5  |
| 3.     | Thor Hushovd       | Norsko      | Crédit Agricole  | - 8  |

Vrchařská klasifikace
| Pořadí | Jezdec           | Stát    | Stáj             | Body |
| ------ | ---------------- | ------- | ---------------- | ---- |
| 1.     | Thomas Voeckler  | Francie | Bouygues Télécom | 19   |
| 2.     | Sylvain Chavanel | Francie | Cofidis          | - 8  |
| 3.     | Björn Schröder   | Německo | Team Milram      | - 10 |

Klasifikace mladých jezdců
| Pořadí | Jezdec         | Stát        | Stáj                | Celkový čas |
| ------ | -------------- | ----------- | ------------------- | ----------- |
| 1.     | Riccardo Riccò | Itálie      | Saunier Duval-Scott | 8h21'21"    |
| 2.     | Andy Schleck   | Lucembursko | Team CSC Saxo Bank  | + 6"        |
| 3.     | Jurij Trofimov | Rusko       | Bouygues Télécom    | + 6"        |

Týmová klasifikace
| Pořadí | Stáj               | Stát                   | Celkový čas |
| ------ | ------------------ | ---------------------- | ----------- |
| 1.     | Caisse d'Epargne   | Španělsko              | 25h04'08"   |
| 2.     | Team Columbia      | Spojené státy americké | + 7"        |
| 3.     | Team CSC Saxo Bank | Dánsko                 | + 7"        |

Nejaktivnější jezdec
- Sylvain Chavanel;  Francie; Cofidis

## 3. etapa (Saint-Malo–Nantes; 208 km)
Pořadí
| Pořadí | Jezdec               | Stát                   | Stáj            | Celkový čas |
| ------ | -------------------- | ---------------------- | --------------- | ----------- |
| 1.     | Samuel Dumoulin      | Francie                | Cofidis         | 5h05'27"    |
| 2.     | William Frischkorn   | Spojené státy americké | Garmin-Chipotle | + 0"        |
| 3.     | Romain Feillu        | Francie                | Agritubel       | + 0"        |
| 4.     | Paolo Longo Borghini | Itálie                 | Barloworld      | + 14"       |
| 5.     | Robbie McEwen        | Austrálie              | Silence-Lotto   | + 2'03"     |
| 6.     | Erik Zabel           | Německo                | Team Milram     | + 2'03"     |
| 7.     | Óscar Freire         | Španělsko              | Rabobank        | + 2'03"     |
| 8.     | Thor Hushovd         | Norsko                 | Crédit Agricole | + 2'03"     |
| 9.     | Robert Förster       | Německo                | Gerolsteiner    | + 2'03"     |
| 10.    | Mark Cavendish       | Velká Británie         | Team Columbia   | + 2'03"     |
| …      |                      |                        |                 |             |
| 106.   | Roman Kreuziger      | Česko                  | Liquigas        | + 2'41"     |

Celková klasifikace
| Pořadí | Jezdec               | Stát                   | Stáj             | Celkový čas |
| ------ | -------------------- | ---------------------- | ---------------- | ----------- |
| 1.     | Romain Feillu        | Francie                | Agritubel        | 13h27'05"   |
| 2.     | Paolo Longo Borghini | Itálie                 | Barloworld       | + 35"       |
| 3.     | William Frischkorn   | Spojené státy americké | Garmin-Chipotle  | + 1'42"     |
| 4.     | Alejandro Valverde   | Španělsko              | Caisse d'Epargne | + 1'45"     |
| 5.     | Kim Kirchen          | Lucembursko            | Team Columbia    | + 1'46"     |
| 6.     | Óscar Freire         | Španělsko              | Rabobank         | + 1'46"     |
| 7.     | Jérôme Pineau        | Francie                | Bouygues Télécom | + 1'46"     |
| 8.     | David Millar         | Velká Británie         | Garmin-Chipotle  | + 1'46"     |
| 9.     | Cadel Evans          | Austrálie              | Silence-Lotto    | + 1'46"     |
| 10.    | Filippo Pozzato      | Itálie                 | Liquigas         | + 1'46"     |
| …      |                      |                        |                  |             |
| 55.    | Roman Kreuziger      | Česko                  | Liquigas         | + 2'30"     |

Sprinterská klasifikace
| Pořadí | Jezdec       | Stát        | Stáj            | Body |
| ------ | ------------ | ----------- | --------------- | ---- |
| 1.     | Kim Kirchen  | Lucembursko | Team Columbia   | 69   |
| 2.     | Thor Hushovd | Norsko      | Crédit Agricole | - 5  |
| 3.     | Óscar Freire | Španělsko   | Rabobank        | - 14 |

Vrchařská klasifikace
| Pořadí | Jezdec           | Stát    | Stáj             | Body |
| ------ | ---------------- | ------- | ---------------- | ---- |
| 1.     | Thomas Voeckler  | Francie | Bouygues Télécom | 19   |
| 2.     | Sylvain Chavanel | Francie | Cofidis          | - 8  |
| 3.     | Björn Schröder   | Německo | Team Milram      | - 10 |

Klasifikace mladých jezdců
| Pořadí | Jezdec         | Stát        | Stáj               | Celkový čas |
| ------ | -------------- | ----------- | ------------------ | ----------- |
| 1.     | Romain Feillu  | Francie     | Agritubel          | 13h27'05"   |
| 2.     | Andy Schleck   | Lucembursko | Team CSC Saxo Bank | + 1'52"     |
| 3.     | Jurij Trofimov | Rusko       | Bouygues Télécom   | + 1'52"     |

Týmová klasifikace
| Pořadí | Stáj            | Stát                   | Celkový čas |
| ------ | --------------- | ---------------------- | ----------- |
| 1.     | Garmin-Chipotle | Spojené státy americké | 40h24'42"   |
| 2.     | Cofidis         | Francie                | + 41"       |
| 3.     | Barloworld      | Velká Británie         | + 1'16"     |

Nejaktivnější jezdec
- William Frischkorn;  Spojené státy americké; Garmin-Chipotle

## 4. etapa (Cholet–Cholet; časovka 29,5 km)
Pořadí
| Pořadí | Jezdec               | Stát                   | Stáj               | Celkový čas |
| ------ | -------------------- | ---------------------- | ------------------ | ----------- |
| 1.     | Stefan Schumacher    | Německo                | Gerolsteiner       | 35'44"      |
| 2.     | Kim Kirchen          | Lucembursko            | Team Columbia      | + 18"       |
| 3.     | David Millar         | Velká Británie         | Garmin-Chipotle    | + 18"       |
| 4.     | Cadel Evans          | Austrálie              | Silence-Lotto      | + 27"       |
| 5.     | Fabian Cancellara    | Švýcarsko              | Team CSC Saxo Bank | + 33"       |
| 6.     | Děnis Meňšov         | Rusko                  | Rabobank           | + 34"       |
| 7.     | Jens Voigt           | Německo                | Team CSC Saxo Bank | + 35"       |
| 8.     | Christian Vandevelde | Spojené státy americké | Garmin-Chipotle    | + 37"       |
| 9.     | George Hincapie      | Spojené státy americké | Team Columbia      | + 41"       |
| 10.    | Vincenzo Nibali      | Itálie                 | Liquigas           | + 47"       |
| …      |                      |                        |                    |             |
| 34.    | Roman Kreuziger      | Česko                  | Liquigas           | + 1'51"     |

Celková klasifikace
| Pořadí | Jezdec               | Stát                   | Stáj               | Celkový čas |
| ------ | -------------------- | ---------------------- | ------------------ | ----------- |
| 1.     | Stefan Schumacher    | Německo                | Gerolsteiner       | 14h04'41"   |
| 2.     | Kim Kirchen          | Lucembursko            | Team Columbia      | + 12"       |
| 3.     | David Millar         | Velká Británie         | Garmin-Chipotle    | + 12"       |
| 4.     | Cadel Evans          | Austrálie              | Silence-Lotto      | + 21"       |
| 5.     | Fabian Cancellara    | Švýcarsko              | Team CSC Saxo Bank | + 33"       |
| 6.     | Christian Vandevelde | Spojené státy americké | Garmin-Chipotle    | + 37"       |
| 7.     | George Hincapie      | Spojené státy americké | Team Columbia      | + 41"       |
| 8.     | Thomas Lövkvist      | Švédsko                | Team Columbia      | + 47"       |
| 9.     | Vincenzo Nibali      | Itálie                 | Liquigas           | + 58"       |
| 10.    | José Iván Gutiérrez  | Španělsko              | Caisse d'Epargne   | + 1'01"     |
| …      |                      |                        |                    |             |
| 33.    | Roman Kreuziger      | Česko                  | Liquigas           | + 2'29"     |

Sprinterská klasifikace
| Pořadí | Jezdec       | Stát        | Stáj            | Body |
| ------ | ------------ | ----------- | --------------- | ---- |
| 1.     | Kim Kirchen  | Lucembursko | Team Columbia   | 81   |
| 2.     | Thor Hushovd | Norsko      | Crédit Agricole | - 17 |
| 3.     | Óscar Freire | Španělsko   | Rabobank        | - 26 |

Vrchařská klasifikace
| Pořadí | Jezdec           | Stát    | Stáj             | Body |
| ------ | ---------------- | ------- | ---------------- | ---- |
| 1.     | Thomas Voeckler  | Francie | Bouygues Télécom | 19   |
| 2.     | Sylvain Chavanel | Francie | Cofidis          | - 8  |
| 3.     | Björn Schröder   | Německo | Team Milram      | - 10 |

Klasifikace mladých jezdců
| Pořadí | Jezdec          | Stát    | Stáj          | Celkový čas |
| ------ | --------------- | ------- | ------------- | ----------- |
| 1.     | Thomas Lövkvist | Švédsko | Team Columbia | 14h05'28"   |
| 2.     | Vincenzo Nibali | Itálie  | Liquigas      | + 11"       |
| 3.     | Maxime Monfort  | Belgie  | Cofidis       | + 37"       |

Týmová klasifikace
| Pořadí | Stáj               | Stát                   | Celkový čas |
| ------ | ------------------ | ---------------------- | ----------- |
| 1.     | Garmin-Chipotle    | Spojené státy americké | 42h13'59"   |
| 2.     | Team Columbia      | Spojené státy americké | + 1'44"     |
| 3.     | Team CSC Saxo Bank | Dánsko                 | + 2'35"     |

## 5. etapa (Cholet–Châteauroux; 232 km)
Pořadí
| Pořadí | Jezdec            | Stát           | Stáj            | Celkový čas |
| ------ | ----------------- | -------------- | --------------- | ----------- |
| 1.     | Mark Cavendish    | Velká Británie | Team Columbia   | 5h27'52"    |
| 2.     | Óscar Freire      | Španělsko      | Rabobank        | + 0"        |
| 3.     | Erik Zabel        | Německo        | Team Milram     | + 0"        |
| 4.     | Thor Hushovd      | Norsko         | Crédit Agricole | + 0"        |
| 5.     | Baden Cooke       | Austrálie      | Barloworld      | + 0"        |
| 6.     | Robert Hunter     | Jižní Afrika   | Barloworld      | + 0"        |
| 7.     | Leonardo Duque    | Kolumbie       | Cofidis         | + 0"        |
| 8.     | Robbie McEwen     | Austrálie      | Silence-Lotto   | + 0"        |
| 9.     | Francesco Chicchi | Itálie         | Liquigas        | + 0"        |
| 10.    | Julian Dean       | Nový Zéland    | Garmin-Chipotle | + 0"        |
| …      |                   |                |                 |             |
| 72.    | Roman Kreuziger   | Česko          | Liquigas        | + 0"        |

Celková klasifikace
| Pořadí | Jezdec               | Stát                   | Stáj               | Celkový čas |
| ------ | -------------------- | ---------------------- | ------------------ | ----------- |
| 1.     | Stefan Schumacher    | Německo                | Gerolsteiner       | 19h32'33"   |
| 2.     | Kim Kirchen          | Lucembursko            | Team Columbia      | + 12"       |
| 3.     | David Millar         | Velká Británie         | Garmin-Chipotle    | + 12"       |
| 4.     | Cadel Evans          | Austrálie              | Silence-Lotto      | + 21"       |
| 5.     | Fabian Cancellara    | Švýcarsko              | Team CSC Saxo Bank | + 33"       |
| 6.     | Christian Vandevelde | Spojené státy americké | Garmin-Chipotle    | + 37"       |
| 7.     | George Hincapie      | Spojené státy americké | Team Columbia      | + 41"       |
| 8.     | Thomas Lövkvist      | Švédsko                | Team Columbia      | + 47"       |
| 9.     | Vincenzo Nibali      | Itálie                 | Liquigas           | + 58"       |
| 10.    | José Iván Gutiérrez  | Španělsko              | Caisse d'Epargne   | + 1'01"     |
| …      |                      |                        |                    |             |
| 33.    | Roman Kreuziger      | Česko                  | Liquigas           | + 2'29"     |

Sprinterská klasifikace
| Pořadí | Jezdec       | Stát        | Stáj            | Body |
| ------ | ------------ | ----------- | --------------- | ---- |
| 1.     | Thor Hushovd | Norsko      | Crédit Agricole | 88   |
| 2.     | Óscar Freire | Španělsko   | Rabobank        | - 3  |
| 3.     | Kim Kirchen  | Lucembursko | Team Columbia   | - 7  |

Vrchařská klasifikace
| Pořadí | Jezdec           | Stát    | Stáj             | Body |
| ------ | ---------------- | ------- | ---------------- | ---- |
| 1.     | Thomas Voeckler  | Francie | Bouygues Télécom | 19   |
| 2.     | Sylvain Chavanel | Francie | Cofidis          | - 8  |
| 3.     | Björn Schröder   | Německo | Team Milram      | - 10 |

Klasifikace mladých jezdců
| Pořadí | Jezdec          | Stát    | Stáj          | Celkový čas |
| ------ | --------------- | ------- | ------------- | ----------- |
| 1.     | Thomas Lövkvist | Švédsko | Team Columbia | 19h33'20"   |
| 2.     | Vincenzo Nibali | Itálie  | Liquigas      | + 11"       |
| 3.     | Maxime Monfort  | Belgie  | Cofidis       | + 37"       |

Týmová klasifikace
| Pořadí | Stáj               | Stát                   | Celkový čas |
| ------ | ------------------ | ---------------------- | ----------- |
| 1.     | Garmin-Chipotle    | Spojené státy americké | 58h37'35"   |
| 2.     | Team Columbia      | Spojené státy americké | + 1'44"     |
| 3.     | Team CSC Saxo Bank | Dánsko                 | + 2'35"     |

Nejaktivnější jezdec
- Nicolas Vogondy;  Francie; Agritubel

## 6. etapa (Aigurande–Super Besse; 195,5 km)
Pořadí
| Pořadí | Jezdec             | Stát        | Stáj                | Celkový čas |
| ------ | ------------------ | ----------- | ------------------- | ----------- |
| 1.     | Riccardo Riccò     | Itálie      | Saunier Duval-Scott | 4h57'52"    |
| 2.     | Alejandro Valverde | Španělsko   | Caisse d'Epargne    | + 1"        |
| 3.     | Cadel Evans        | Austrálie   | Silence-Lotto       | + 1"        |
| 4.     | Fränk Schleck      | Lucembursko | Team CSC Saxo Bank  | + 4"        |
| 5.     | Kim Kirchen        | Lucembursko | Team Columbia       | + 4"        |
| 6.     | Roman Kreuziger    | Česko       | Liquigas            | + 7"        |
| 7.     | Moisés Dueñas      | Španělsko   | Barloworld          | + 7"        |
| 8.     | Carlos Sastre      | Španělsko   | Team CSC Saxo Bank  | + 7"        |
| 9.     | Děnis Meňšov       | Rusko       | Rabobank            | + 7"        |
| 10.    | Leonardo Piepoli   | Itálie      | Saunier Duval-Scott | + 7"        |

Celková klasifikace
| Pořadí | Jezdec               | Stát                   | Stáj             | Celkový čas |
| ------ | -------------------- | ---------------------- | ---------------- | ----------- |
| 1.     | Kim Kirchen          | Lucembursko            | Team Columbia    | 24h30'41"   |
| 2.     | Cadel Evans          | Austrálie              | Silence-Lotto    | + 6"        |
| 3.     | Stefan Schumacher    | Německo                | Gerolsteiner     | + 16"       |
| 4.     | Christian Vandevelde | Spojené státy americké | Garmin-Chipotle  | + 44"       |
| 5.     | David Millar         | Velká Británie         | Garmin-Chipotle  | + 47"       |
| 6.     | Thomas Lövkvist      | Švédsko                | Team Columbia    | + 54"       |
| 7.     | Děnis Meňšov         | Rusko                  | Rabobank         | + 1'03"     |
| 8.     | Alejandro Valverde   | Španělsko              | Caisse d'Epargne | + 1'12"     |
| 9.     | Stijn Devolder       | Belgie                 | Quick Step       | + 1'21"     |
| 10.    | Óscar Pereiro        | Španělsko              | Caisse d'Epargne | + 1'21"     |
| …      |                      |                        |                  |             |
| 23.    | Roman Kreuziger      | Česko                  | Liquigas         | + 2'20"     |

Sprinterská klasifikace
| Pořadí | Jezdec       | Stát        | Stáj            | Body |
| ------ | ------------ | ----------- | --------------- | ---- |
| 1.     | Kim Kirchen  | Lucembursko | Team Columbia   | 97   |
| 2.     | Thor Hushovd | Norsko      | Crédit Agricole | - 9  |
| 3.     | Óscar Freire | Španělsko   | Rabobank        | - 12 |

Vrchařská klasifikace
| Pořadí | Jezdec           | Stát    | Stáj                | Body |
| ------ | ---------------- | ------- | ------------------- | ---- |
| 1.     | Sylvain Chavanel | Francie | Cofidis             | 27   |
| 2.     | Thomas Voeckler  | Francie | Bouygues Télécom    | - 0  |
| 3.     | Riccardo Riccò   | Itálie  | Saunier Duval-Scott | - 7  |

Klasifikace mladých jezdců
| Pořadí | Jezdec          | Stát        | Stáj               | Celkový čas |
| ------ | --------------- | ----------- | ------------------ | ----------- |
| 1.     | Thomas Lövkvist | Švédsko     | Team Columbia      | 24h31'35"   |
| 2.     | Maxime Monfort  | Belgie      | Cofidis            | + 46"       |
| 3.     | Andy Schleck    | Lucembursko | Team CSC Saxo Bank | + 1'04"     |

Týmová klasifikace
| Pořadí | Stáj               | Stát                   | Celkový čas |
| ------ | ------------------ | ---------------------- | ----------- |
| 1.     | Garmin-Chipotle    | Spojené státy americké | 73h34'10"   |
| 2.     | Team CSC Saxo Bank | Dánsko                 | + 19"       |
| 3.     | Team Columbia      | Spojené státy americké | + 20"       |

Nejaktivnější jezdec
- Sylvain Chavanel;  Francie; Cofidis

## 7. etapa (Brioude–Aurillac; 159 km)
Pořadí
| Pořadí | Jezdec               | Stát                   | Stáj                | Celkový čas |
| ------ | -------------------- | ---------------------- | ------------------- | ----------- |
| 1.     | Luis León Sánchez    | Španělsko              | Caisse d'Epargne    | 3h52'53"    |
| 2.     | Stefan Schumacher    | Německo                | Gerolsteiner        | + 6"        |
| 3.     | Filippo Pozzato      | Itálie                 | Liquigas            | + 6"        |
| 4.     | Kim Kirchen          | Lucembursko            | Team Columbia       | + 6"        |
| 5.     | Alejandro Valverde   | Španělsko              | Caisse d'Epargne    | + 6"        |
| 6.     | Óscar Pereiro        | Španělsko              | Caisse d'Epargne    | + 6"        |
| 7.     | Samuel Sánchez       | Španělsko              | Euskaltel-Euskadi   | + 6"        |
| 8.     | Josep Jufré          | Španělsko              | Saunier Duval-Scott | + 6"        |
| 9.     | Christian Vandevelde | Spojené státy americké | Garmin-Chipotle     | + 6"        |
| 10.    | Andy Schleck         | Lucembursko            | Team CSC Saxo Bank  | + 6"        |
| …      |                      |                        |                     |             |
| 21.    | Roman Kreuziger      | Česko                  | Liquigas            | + 6"        |

Celková klasifikace
| Pořadí | Jezdec               | Stát                   | Stáj             | Celkový čas |
| ------ | -------------------- | ---------------------- | ---------------- | ----------- |
| 1.     | Kim Kirchen          | Lucembursko            | Team Columbia    | 28h23'40"   |
| 2.     | Cadel Evans          | Austrálie              | Silence-Lotto    | + 6"        |
| 3.     | Stefan Schumacher    | Německo                | Gerolsteiner     | + 16"       |
| 4.     | Christian Vandevelde | Spojené státy americké | Garmin-Chipotle  | + 44"       |
| 5.     | Děnis Meňšov         | Rusko                  | Rabobank         | + 1'03"     |
| 6.     | Alejandro Valverde   | Španělsko              | Caisse d'Epargne | + 1'12"     |
| 7.     | David Millar         | Velká Británie         | Garmin-Chipotle  | + 1'14"     |
| 8.     | Stijn Devolder       | Belgie                 | Quick Step       | + 1'21"     |
| 9.     | Óscar Pereiro        | Španělsko              | Caisse d'Epargne | + 1'21"     |
| 10.    | Thomas Lövkvist      | Švédsko                | Team Columbia    | + 1'21"     |
| …      |                      |                        |                  |             |
| 20.    | Roman Kreuziger      | Česko                  | Liquigas         | + 2'20"     |

Sprinterská klasifikace
| Pořadí | Jezdec       | Stát        | Stáj            | Body |
| ------ | ------------ | ----------- | --------------- | ---- |
| 1.     | Kim Kirchen  | Lucembursko | Team Columbia   | 119  |
| 2.     | Óscar Freire | Španělsko   | Rabobank        | - 24 |
| 3.     | Thor Hushovd | Norsko      | Crédit Agricole | - 29 |

Vrchařská klasifikace
| Pořadí | Jezdec             | Stát      | Stáj                | Body |
| ------ | ------------------ | --------- | ------------------- | ---- |
| 1.     | David de la Fuente | Španělsko | Saunier Duval-Scott | 28   |
| 2.     | Sylvain Chavanel   | Francie   | Cofidis             | - 1  |
| 3.     | Thomas Voeckler    | Francie   | Bouygues Télécom    | - 1  |

Klasifikace mladých jezdců
| Pořadí | Jezdec          | Stát        | Stáj               | Celkový čas |
| ------ | --------------- | ----------- | ------------------ | ----------- |
| 1.     | Thomas Lövkvist | Švédsko     | Team Columbia      | 28h25'01"   |
| 2.     | Andy Schleck    | Lucembursko | Team CSC Saxo Bank | + 37"       |
| 3.     | Maxime Monfort  | Belgie      | Cofidis            | + 46"       |

Týmová klasifikace
| Pořadí | Stáj               | Stát                   | Celkový čas |
| ------ | ------------------ | ---------------------- | ----------- |
| 1.     | Team CSC Saxo Bank | Dánsko                 | 85h13'26"   |
| 2.     | Team Columbia      | Spojené státy americké | + 2'52"     |
| 3.     | Caisse d'Epargne   | Španělsko              | + 3'29"     |

Nejaktivnější jezdec
- Luis León Sánchez;  Španělsko; Caisse d'Epargne

## 8. etapa (Figeac–Toulouse; 172,5 km)
Pořadí
| Pořadí | Jezdec             | Stát           | Stáj               | Celkový čas |
| ------ | ------------------ | -------------- | ------------------ | ----------- |
| 1.     | Mark Cavendish     | Velká Británie | Team Columbia      | 4h02'54"    |
| 2.     | Gerald Ciolek      | Německo        | Team Columbia      | + 0"        |
| 3.     | Jimmy Casper       | Francie        | Agritubel          | + 0"        |
| 4.     | Óscar Freire       | Španělsko      | Rabobank           | + 0"        |
| 5.     | Robert Förster     | Německo        | Gerolsteiner       | + 0"        |
| 6.     | Erik Zabel         | Německo        | Team Milram        | + 0"        |
| 7.     | Gert Steegmans     | Belgie         | Quick Step         | + 0"        |
| 8.     | Sébastien Chavanel | Francie        | Française des Jeux | + 0"        |
| 9.     | Thor Hushovd       | Norsko         | Crédit Agricole    | + 0"        |
| 10.    | Robert Hunter      | Jižní Afrika   | Barloworld         | + 0"        |
| …      |                    |                |                    |             |
| 82.    | Roman Kreuziger    | Česko          | Liquigas           | + 0"        |

Celková klasifikace
| Pořadí | Jezdec               | Stát                   | Stáj             | Celkový čas |
| ------ | -------------------- | ---------------------- | ---------------- | ----------- |
| 1.     | Kim Kirchen          | Lucembursko            | Team Columbia    | 32h26'34"   |
| 2.     | Cadel Evans          | Austrálie              | Silence-Lotto    | + 6"        |
| 3.     | Stefan Schumacher    | Německo                | Gerolsteiner     | + 16"       |
| 4.     | Christian Vandevelde | Spojené státy americké | Garmin-Chipotle  | + 44"       |
| 5.     | Děnis Meňšov         | Rusko                  | Rabobank         | + 1'03"     |
| 6.     | Alejandro Valverde   | Španělsko              | Caisse d'Epargne | + 1'12"     |
| 7.     | David Millar         | Velká Británie         | Garmin-Chipotle  | + 1'14"     |
| 8.     | Stijn Devolder       | Belgie                 | Quick Step       | + 1'21"     |
| 9.     | Óscar Pereiro        | Španělsko              | Caisse d'Epargne | + 1'21"     |
| 10.    | Thomas Lövkvist      | Švédsko                | Team Columbia    | + 1'21"     |
| …      |                      |                        |                  |             |
| 20.    | Roman Kreuziger      | Česko                  | Liquigas         | + 2'20"     |

Sprinterská klasifikace
| Pořadí | Jezdec       | Stát        | Stáj            | Body |
| ------ | ------------ | ----------- | --------------- | ---- |
| 1.     | Óscar Freire | Španělsko   | Rabobank        | 119  |
| 2.     | Kim Kirchen  | Lucembursko | Team Columbia   | - 0  |
| 3.     | Thor Hushovd | Norsko      | Crédit Agricole | - 14 |

Vrchařská klasifikace
| Pořadí | Jezdec             | Stát      | Stáj                | Body |
| ------ | ------------------ | --------- | ------------------- | ---- |
| 1.     | David de la Fuente | Španělsko | Saunier Duval-Scott | 34   |
| 2.     | Sylvain Chavanel   | Francie   | Cofidis             | - 7  |
| 3.     | Thomas Voeckler    | Francie   | Bouygues Télécom    | - 7  |

Klasifikace mladých jezdců
| Pořadí | Jezdec          | Stát        | Stáj               | Celkový čas |
| ------ | --------------- | ----------- | ------------------ | ----------- |
| 1.     | Thomas Lövkvist | Švédsko     | Team Columbia      | 32h27'55"   |
| 2.     | Andy Schleck    | Lucembursko | Team CSC Saxo Bank | + 37"       |
| 3.     | Maxime Monfort  | Belgie      | Cofidis            | + 46"       |

Týmová klasifikace
| Pořadí | Stáj               | Stát                   | Celkový čas |
| ------ | ------------------ | ---------------------- | ----------- |
| 1.     | Team CSC Saxo Bank | Dánsko                 | 97h22'08"   |
| 2.     | Team Columbia      | Spojené státy americké | + 2'52"     |
| 3.     | Caisse d'Epargne   | Španělsko              | + 3'29"     |

Nejaktivnější jezdec
- Laurent Lefevre;  Francie; Bouygues Télécom

## 9. etapa (Toulouse–Bagnères-de-Bigorre; 224 km)
Pořadí
| Pořadí | Jezdec             | Stát       | Stáj                | Celkový čas |
| ------ | ------------------ | ---------- | ------------------- | ----------- |
| 1.     | Riccardo Riccò     | Itálie     | Saunier Duval-Scott | 5h39'28"    |
| 2.     | Vladimir Jefimkin  | Rusko      | AG2R-La Mondiale    | + 1'04"     |
| 3.     | Cyril Dessel       | Francie    | AG2R-La Mondiale    | + 1'17"     |
| 4.     | Dmitrij Fofonov    | Kazachstán | Crédit Agricole     | + 1'17"     |
| 5.     | Christian Knees    | Německo    | Team Milram         | + 1'17"     |
| 6.     | Maxime Monfort     | Belgie     | Cofidis             | + 1'17"     |
| 7.     | Alejandro Valverde | Španělsko  | Caisse d'Epargne    | + 1'17"     |
| 8.     | Roman Kreuziger    | Česko      | Liquigas            | + 1'17"     |
| 9.     | Damiano Cunego     | Itálie     | Lampre              | + 1'17"     |
| 10.    | Jaroslav Popovyč   | Ukrajina   | Silence-Lotto       | + 1'17"     |

Celková klasifikace
| Pořadí | Jezdec               | Stát                   | Stáj               | Celkový čas |
| ------ | -------------------- | ---------------------- | ------------------ | ----------- |
| 1.     | Kim Kirchen          | Lucembursko            | Team Columbia      | 38h07'19"   |
| 2.     | Cadel Evans          | Austrálie              | Silence-Lotto      | + 6"        |
| 3.     | Christian Vandevelde | Spojené státy americké | Garmin-Chipotle    | + 44"       |
| 4.     | Stefan Schumacher    | Německo                | Gerolsteiner       | + 56"       |
| 5.     | Děnis Meňšov         | Rusko                  | Rabobank           | + 1'03"     |
| 6.     | Alejandro Valverde   | Španělsko              | Caisse d'Epargne   | + 1'12"     |
| 7.     | Stijn Devolder       | Belgie                 | Quick Step         | + 1'21"     |
| 8.     | Óscar Pereiro        | Španělsko              | Caisse d'Epargne   | + 1'21"     |
| 9.     | Samuel Sánchez       | Španělsko              | Euskaltel-Euskadi  | + 1'27"     |
| 10.    | Carlos Sastre        | Španělsko              | Team CSC Saxo Bank | + 1'34"     |
| …      |                      |                        |                    |             |
| 18.    | Roman Kreuziger      | Česko                  | Liquigas           | + 2'20"     |

Sprinterská klasifikace
| Pořadí | Jezdec       | Stát        | Stáj            | Body |
| ------ | ------------ | ----------- | --------------- | ---- |
| 1.     | Kim Kirchen  | Lucembursko | Team Columbia   | 123  |
| 2.     | Óscar Freire | Španělsko   | Rabobank        | - 4  |
| 3.     | Thor Hushovd | Norsko      | Crédit Agricole | - 18 |

Vrchařská klasifikace
| Pořadí | Jezdec             | Stát      | Stáj                | Body |
| ------ | ------------------ | --------- | ------------------- | ---- |
| 1.     | David de la Fuente | Španělsko | Saunier Duval-Scott | 61   |
| 2.     | Sebastian Lang     | Německo   | Gerolsteiner        | - 4  |
| 3.     | Riccardo Riccò     | Itálie    | Saunier Duval-Scott | - 11 |

Klasifikace mladých jezdců
| Pořadí | Jezdec          | Stát        | Stáj               | Celkový čas |
| ------ | --------------- | ----------- | ------------------ | ----------- |
| 1.     | Andy Schleck    | Lucembursko | Team CSC Saxo Bank | 38h09'17"   |
| 2.     | Maxime Monfort  | Belgie      | Cofidis            | + 9"        |
| 3.     | Roman Kreuziger | Česko       | Liquigas           | + 22"       |

Týmová klasifikace
| Pořadí | Stáj                | Stát      | Celkový čas |
| ------ | ------------------- | --------- | ----------- |
| 1.     | Team CSC Saxo Bank  | Dánsko    | 114h24'23"  |
| 2.     | Caisse d'Epargne    | Španělsko | + 3'29"     |
| 3.     | Saunier Duval-Scott | Španělsko | + 4'47"     |

Nejaktivnější jezdec
- Sebastian Lang;  Německo; Gerolsteiner

## 10. etapa (Pau–Hautacam; 156 km)
Pořadí
| Pořadí | Jezdec               | Stát                   | Stáj                | Celkový čas |
| ------ | -------------------- | ---------------------- | ------------------- | ----------- |
| 1.     | Leonardo Piepoli     | Itálie                 | Saunier Duval-Scott | 4h19'27"    |
| 2.     | Juan José Cobo       | Španělsko              | Saunier Duval-Scott | + 0"        |
| 3.     | Fränk Schleck        | Lucembursko            | Team CSC Saxo Bank  | + 28"       |
| 4.     | Bernhard Kohl        | Rakousko               | Gerolsteiner        | + 1'06"     |
| 5.     | Vladimir Jefimkin    | Rusko                  | AG2R-La Mondiale    | + 2'05"     |
| 6.     | Riccardo Riccò       | Itálie                 | Saunier Duval-Scott | + 2'17"     |
| 7.     | Carlos Sastre        | Španělsko              | Team CSC Saxo Bank  | + 2'17"     |
| 8.     | Cadel Evans          | Austrálie              | Silence-Lotto       | + 2'17"     |
| 9.     | Děnis Meňšov         | Rusko                  | Rabobank            | + 2'17"     |
| 10.    | Christian Vandevelde | Spojené státy americké | Garmin-Chipotle     | + 2'17"     |
| …      |                      |                        |                     |             |
| 24.    | Roman Kreuziger      | Česko                  | Liquigas            | + 7'03"     |

Celková klasifikace
| Pořadí | Jezdec               | Stát                   | Stáj                | Celkový čas |
| ------ | -------------------- | ---------------------- | ------------------- | ----------- |
| 1.     | Cadel Evans          | Austrálie              | Silence-Lotto       | 42h29'09"   |
| 2.     | Fränk Schleck        | Lucembursko            | Team CSC Saxo Bank  | + 1"        |
| 3.     | Christian Vandevelde | Spojené státy americké | Garmin-Chipotle     | + 38"       |
| 4.     | Bernhard Kohl        | Rakousko               | Gerolsteiner        | + 46"       |
| 5.     | Děnis Meňšov         | Rusko                  | Rabobank            | + 57"       |
| 6.     | Carlos Sastre        | Španělsko              | Team CSC Saxo Bank  | + 1'28"     |
| 7.     | Kim Kirchen          | Lucembursko            | Team Columbia       | + 1'56"     |
| 8.     | Juan José Cobo       | Španělsko              | Saunier Duval-Scott | + 2'10"     |
| 9.     | Riccardo Riccò       | Itálie                 | Saunier Duval-Scott | + 2'29"     |
| 10.    | Vladimir Jefimkin    | Rusko                  | AG2R-La Mondiale    | + 2'32"     |
| …      |                      |                        |                     |             |
| 21.    | Roman Kreuziger      | Česko                  | Liquigas            | + 7'00"     |

Sprinterská klasifikace
| Pořadí | Jezdec       | Stát        | Stáj            | Body |
| ------ | ------------ | ----------- | --------------- | ---- |
| 1.     | Óscar Freire | Španělsko   | Rabobank        | 131  |
| 2.     | Kim Kirchen  | Lucembursko | Team Columbia   | - 7  |
| 3.     | Thor Hushovd | Norsko      | Crédit Agricole | - 26 |

Vrchařská klasifikace
| Pořadí | Jezdec             | Stát      | Stáj                | Body |
| ------ | ------------------ | --------- | ------------------- | ---- |
| 1.     | Riccardo Riccò     | Itálie    | Saunier Duval-Scott | 77   |
| 2.     | David de la Fuente | Španělsko | Saunier Duval-Scott | - 12 |
| 3.     | Sebastian Lang     | Německo   | Gerolsteiner        | - 20 |

Klasifikace mladých jezdců
| Pořadí | Jezdec          | Stát   | Stáj                | Celkový čas |
| ------ | --------------- | ------ | ------------------- | ----------- |
| 1.     | Riccardo Riccò  | Itálie | Saunier Duval-Scott | 42h31'38"   |
| 2.     | Vincenzo Nibali | Itálie | Liquigas            | + 1'49"     |
| 3.     | Maxime Monfort  | Belgie | Cofidis             | + 4'18"     |

Týmová klasifikace
| Pořadí | Stáj                | Stát      | Celkový čas |
| ------ | ------------------- | --------- | ----------- |
| 1.     | Saunier Duval-Scott | Španělsko | 127h29'48"  |
| 2.     | Team CSC Saxo Bank  | Dánsko    | + 4'40"     |
| 3.     | AG2R-La Mondiale    | Francie   | + 9'29"     |

Nejaktivnější jezdec
- Rémy Di Grégorio;  Francie; Française des Jeux

## 11. etapa (Lannemezan–Foix; 167,5 km)
Pořadí
| Pořadí | Jezdec            | Stát       | Stáj               | Celkový čas |
| ------ | ----------------- | ---------- | ------------------ | ----------- |
| 1.     | Kurt Asle Arvesen | Norsko     | Team CSC Saxo Bank | 3h58'13"    |
| 2.     | Martin Elmiger    | Švýcarsko  | AG2R-La Mondiale   | + 0"        |
| 3.     | Alessandro Ballan | Itálie     | Lampre             | + 0"        |
| 4.     | Koos Moerenhout   | Nizozemsko | Rabobank           | + 2"        |
| 5.     | Alexandr Bočarov  | Rusko      | Crédit Agricole    | + 11"       |
| 6.     | Pierrick Fédrigo  | Francie    | Bouygues Télécom   | + 14"       |
| 7.     | Filippo Pozzato   | Itálie     | Liquigas           | + 14"       |
| 8.     | Benoît Vaugrenard | Francie    | Française des Jeux | + 14"       |
| 9.     | Fabian Wegmann    | Německo    | Gerolsteiner       | + 14"       |
| 10.    | Marco Velo        | Itálie     | Team Milram        | + 14"       |
| …      |                   |            |                    |             |
| 74.    | Roman Kreuziger   | Česko      | Liquigas           | + 14'51"    |

Celková klasifikace
| Pořadí | Jezdec               | Stát                   | Stáj                | Celkový čas |
| ------ | -------------------- | ---------------------- | ------------------- | ----------- |
| 1.     | Cadel Evans          | Austrálie              | Silence-Lotto       | 46h42'13"   |
| 2.     | Fränk Schleck        | Lucembursko            | Team CSC Saxo Bank  | + 1"        |
| 3.     | Christian Vandevelde | Spojené státy americké | Garmin-Chipotle     | + 38"       |
| 4.     | Bernhard Kohl        | Rakousko               | Gerolsteiner        | + 46"       |
| 5.     | Děnis Meňšov         | Rusko                  | Rabobank            | + 57"       |
| 6.     | Carlos Sastre        | Španělsko              | Team CSC Saxo Bank  | + 1'28"     |
| 7.     | Kim Kirchen          | Lucembursko            | Team Columbia       | + 1'56"     |
| 8.     | Juan José Cobo       | Španělsko              | Saunier Duval-Scott | + 2'10"     |
| 9.     | Riccardo Riccò       | Itálie                 | Saunier Duval-Scott | + 2'29"     |
| 10.    | Vladimir Jefimkin    | Rusko                  | AG2R-La Mondiale    | + 2'32"     |
| …      |                      |                        |                     |             |
| 21.    | Roman Kreuziger      | Česko                  | Liquigas            | + 7'00"     |

Sprinterská klasifikace
| Pořadí | Jezdec       | Stát        | Stáj            | Body |
| ------ | ------------ | ----------- | --------------- | ---- |
| 1.     | Óscar Freire | Španělsko   | Rabobank        | 138  |
| 2.     | Kim Kirchen  | Lucembursko | Team Columbia   | - 10 |
| 3.     | Thor Hushovd | Norsko      | Crédit Agricole | - 21 |

Vrchařská klasifikace
| Pořadí | Jezdec             | Stát      | Stáj                | Body |
| ------ | ------------------ | --------- | ------------------- | ---- |
| 1.     | Riccardo Riccò     | Itálie    | Saunier Duval-Scott | 77   |
| 2.     | David de la Fuente | Španělsko | Saunier Duval-Scott | - 12 |
| 3.     | Sebastian Lang     | Německo   | Gerolsteiner        | - 20 |

Klasifikace mladých jezdců
| Pořadí | Jezdec          | Stát   | Stáj                | Celkový čas |
| ------ | --------------- | ------ | ------------------- | ----------- |
| 1.     | Riccardo Riccò  | Itálie | Saunier Duval-Scott | 46h44'42"   |
| 2.     | Vincenzo Nibali | Itálie | Liquigas            | + 1'49"     |
| 3.     | Maxime Monfort  | Belgie | Cofidis             | + 4'18"     |

Týmová klasifikace
| Pořadí | Stáj                | Stát      | Celkový čas |
| ------ | ------------------- | --------- | ----------- |
| 1.     | Team CSC Saxo Bank  | Dánsko    | 139h58'49"  |
| 2.     | AG2R-La Mondiale    | Francie   | + 4'49"     |
| 3.     | Saunier Duval-Scott | Španělsko | + 10'11"    |

Nejaktivnější jezdec
- Amaël Moinard;  Francie; Cofidis

## 12. etapa (Lavelanet–Narbonne; 168,5 km)
Pořadí
| Pořadí | Jezdec             | Stát           | Stáj               | Celkový čas |
| ------ | ------------------ | -------------- | ------------------ | ----------- |
| 1.     | Mark Cavendish     | Velká Británie | Team Columbia      | 3h40'52"    |
| 2.     | Sébastien Chavanel | Francie        | Française des Jeux | + 0"        |
| 3.     | Gert Steegmans     | Belgie         | Quick Step         | + 0"        |
| 4.     | Erik Zabel         | Německo        | Team Milram        | + 0"        |
| 5.     | Óscar Freire       | Španělsko      | Rabobank           | + 0"        |
| 6.     | Francesco Chicchi  | Itálie         | Liquigas           | + 0"        |
| 7.     | Thor Hushovd       | Norsko         | Crédit Agricole    | + 0"        |
| 8.     | Leonardo Duque     | Kolumbie       | Cofidis            | + 0"        |
| 9.     | Julian Dean        | Nový Zéland    | Garmin-Chipotle    | + 0"        |
| 10.    | Heinrich Haussler  | Německo        | Gerolsteiner       | + 0"        |
| …      |                    |                |                    |             |
| 27.    | Roman Kreuziger    | Česko          | Liquigas           | + 0"        |

Celková klasifikace
| Pořadí | Jezdec               | Stát                   | Stáj               | Celkový čas |
| ------ | -------------------- | ---------------------- | ------------------ | ----------- |
| 1.     | Cadel Evans          | Austrálie              | Silence-Lotto      | 50h23'05"   |
| 2.     | Fränk Schleck        | Lucembursko            | Team CSC Saxo Bank | + 1"        |
| 3.     | Christian Vandevelde | Spojené státy americké | Garmin-Chipotle    | + 38"       |
| 4.     | Bernhard Kohl        | Rakousko               | Gerolsteiner       | + 46"       |
| 5.     | Děnis Meňšov         | Rusko                  | Rabobank           | + 57"       |
| 6.     | Carlos Sastre        | Španělsko              | Team CSC Saxo Bank | + 1'28"     |
| 7.     | Kim Kirchen          | Lucembursko            | Team Columbia      | + 1'56"     |
| 8.     | Vladimir Jefimkin    | Rusko                  | AG2R-La Mondiale   | + 2'32"     |
| 9.     | Mikel Astarloza      | Španělsko              | Euskaltel-Euskadi  | + 3'51"     |
| 10.    | Vincenzo Nibali      | Itálie                 | Liquigas           | + 4'18"     |
| …      |                      |                        |                    |             |
| 18.    | Roman Kreuziger      | Česko                  | Liquigas           | + 7'00"     |

Sprinterská klasifikace
| Pořadí | Jezdec       | Stát        | Stáj            | Body |
| ------ | ------------ | ----------- | --------------- | ---- |
| 1.     | Óscar Freire | Španělsko   | Rabobank        | 162  |
| 2.     | Kim Kirchen  | Lucembursko | Team Columbia   | - 24 |
| 3.     | Thor Hushovd | Norsko      | Crédit Agricole | - 26 |

Vrchařská klasifikace
| Pořadí | Jezdec         | Stát        | Stáj               | Body |
| ------ | -------------- | ----------- | ------------------ | ---- |
| 1.     | Sebastian Lang | Německo     | Gerolsteiner       | 58   |
| 2.     | Bernhard Kohl  | Rakousko    | Gerolsteiner       | - 2  |
| 3.     | Fränk Schleck  | Lucembursko | Team CSC Saxo Bank | - 12 |

Klasifikace mladých jezdců
| Pořadí | Jezdec          | Stát   | Stáj     | Celkový čas |
| ------ | --------------- | ------ | -------- | ----------- |
| 1.     | Vincenzo Nibali | Itálie | Liquigas | 50h27'23"   |
| 2.     | Roman Kreuziger | Česko  | Liquigas | + 2'42"     |
| 3.     | Maxime Monfort  | Belgie | Cofidis  | + 2'49"     |

Týmová klasifikace
| Pořadí | Stáj               | Stát    | Celkový čas |
| ------ | ------------------ | ------- | ----------- |
| 1.     | Team CSC Saxo Bank | Dánsko  | 151h01'25"  |
| 2.     | AG2R-La Mondiale   | Francie | + 4'49"     |
| 3.     | Gerolsteiner       | Německo | + 15'23"    |

Nejaktivnější jezdec
- Arnaud Gérard;  Francie; Française des Jeux

## 13. etapa (Narbonne–Nîmes; 182 km)
Pořadí
| Pořadí | Jezdec             | Stát           | Stáj               | Celkový čas |
| ------ | ------------------ | -------------- | ------------------ | ----------- |
| 1.     | Mark Cavendish     | Velká Británie | Team Columbia      | 4h25'42"    |
| 2.     | Robbie McEwen      | Austrálie      | Silence-Lotto      | + 0"        |
| 3.     | Romain Feillu      | Francie        | Agritubel          | + 0"        |
| 4.     | Heinrich Haussler  | Německo        | Gerolsteiner       | + 0"        |
| 5.     | Óscar Freire       | Španělsko      | Rabobank           | + 0"        |
| 6.     | Thor Hushovd       | Norsko         | Crédit Agricole    | + 0"        |
| 7.     | Leonardo Duque     | Kolumbie       | Cofidis            | + 0"        |
| 8.     | Erik Zabel         | Německo        | Team Milram        | + 0"        |
| 9.     | Julian Dean        | Nový Zéland    | Garmin-Chipotle    | + 0"        |
| 10.    | Sébastien Chavanel | Francie        | Française des Jeux | + 0"        |
| …      |                    |                |                    |             |
| 75.    | Roman Kreuziger    | Česko          | Liquigas           | + 11"       |

Celková klasifikace
| Pořadí | Jezdec               | Stát                   | Stáj               | Celkový čas |
| ------ | -------------------- | ---------------------- | ------------------ | ----------- |
| 1.     | Cadel Evans          | Austrálie              | Silence-Lotto      | 54h48'47"   |
| 2.     | Fränk Schleck        | Lucembursko            | Team CSC Saxo Bank | + 1"        |
| 3.     | Christian Vandevelde | Spojené státy americké | Garmin-Chipotle    | + 38"       |
| 4.     | Bernhard Kohl        | Rakousko               | Gerolsteiner       | + 46"       |
| 5.     | Děnis Meňšov         | Rusko                  | Rabobank           | + 57"       |
| 6.     | Carlos Sastre        | Španělsko              | Team CSC Saxo Bank | + 1'28"     |
| 7.     | Kim Kirchen          | Lucembursko            | Team Columbia      | + 1'56"     |
| 8.     | Vladimir Jefimkin    | Rusko                  | AG2R-La Mondiale   | + 2'32"     |
| 9.     | Mikel Astarloza      | Španělsko              | Euskaltel-Euskadi  | + 3'51"     |
| 10.    | Vincenzo Nibali      | Itálie                 | Liquigas           | + 4'18"     |
| …      |                      |                        |                    |             |
| 19.    | Roman Kreuziger      | Česko                  | Liquigas           | + 7'11"     |

Sprinterská klasifikace
| Pořadí | Jezdec         | Stát           | Stáj            | Body |
| ------ | -------------- | -------------- | --------------- | ---- |
| 1.     | Óscar Freire   | Španělsko      | Rabobank        | 184  |
| 2.     | Mark Cavendish | Velká Británie | Team Columbia   | - 28 |
| 3.     | Thor Hushovd   | Norsko         | Crédit Agricole | - 28 |

Vrchařská klasifikace
| Pořadí | Jezdec         | Stát        | Stáj               | Body |
| ------ | -------------- | ----------- | ------------------ | ---- |
| 1.     | Sebastian Lang | Německo     | Gerolsteiner       | 60   |
| 2.     | Bernhard Kohl  | Rakousko    | Gerolsteiner       | - 3  |
| 3.     | Fränk Schleck  | Lucembursko | Team CSC Saxo Bank | - 14 |

Klasifikace mladých jezdců
| Pořadí | Jezdec          | Stát   | Stáj     | Celkový čas |
| ------ | --------------- | ------ | -------- | ----------- |
| 1.     | Vincenzo Nibali | Itálie | Liquigas | 54h53'05"   |
| 2.     | Maxime Monfort  | Belgie | Cofidis  | + 2'49"     |
| 3.     | Roman Kreuziger | Česko  | Liquigas | + 2'53"     |

Týmová klasifikace
| Pořadí | Stáj               | Stát    | Celkový čas |
| ------ | ------------------ | ------- | ----------- |
| 1.     | Team CSC Saxo Bank | Dánsko  | 164h18'31"  |
| 2.     | AG2R-La Mondiale   | Francie | + 4'49"     |
| 3.     | Gerolsteiner       | Německo | + 15'23"    |

Nejaktivnější jezdec
- Niki Terpstra;  Nizozemsko; Team Milram

## 14. etapa (Nîmes–Digne-les-Bains; 194,5 km)
Pořadí
| Pořadí | Jezdec            | Stát        | Stáj              | Celkový čas |
| ------ | ----------------- | ----------- | ----------------- | ----------- |
| 1.     | Óscar Freire      | Španělsko   | Rabobank          | 4h13'08"    |
| 2.     | Leonardo Duque    | Kolumbie    | Cofidis           | + 0"        |
| 3.     | Erik Zabel        | Německo     | Team Milram       | + 0"        |
| 4.     | Julian Dean       | Nový Zéland | Garmin-Chipotle   | + 0"        |
| 5.     | Steven de Jongh   | Nizozemsko  | Quick Step        | + 0"        |
| 6.     | Alessandro Ballan | Itálie      | Lampre            | + 0"        |
| 7.     | Rubén Pérez       | Španělsko   | Euskaltel-Euskadi | + 0"        |
| 8.     | Jérôme Pineau     | Francie     | Bouygues Télécom  | + 0"        |
| 9.     | Matteo Tosatto    | Itálie      | Quick Step        | + 0"        |
| 10.    | Thor Hushovd      | Norsko      | Crédit Agricole   | + 0"        |
| …      |                   |             |                   |             |
| 42.    | Roman Kreuziger   | Česko       | Liquigas          | + 0"        |

Celková klasifikace
| Pořadí | Jezdec               | Stát                   | Stáj               | Celkový čas |
| ------ | -------------------- | ---------------------- | ------------------ | ----------- |
| 1.     | Cadel Evans          | Austrálie              | Silence-Lotto      | 59h01'55"   |
| 2.     | Fränk Schleck        | Lucembursko            | Team CSC Saxo Bank | + 1"        |
| 3.     | Christian Vandevelde | Spojené státy americké | Garmin-Chipotle    | + 38"       |
| 4.     | Bernhard Kohl        | Rakousko               | Gerolsteiner       | + 46"       |
| 5.     | Děnis Meňšov         | Rusko                  | Rabobank           | + 57"       |
| 6.     | Carlos Sastre        | Španělsko              | Team CSC Saxo Bank | + 1'28"     |
| 7.     | Kim Kirchen          | Lucembursko            | Team Columbia      | + 1'56"     |
| 8.     | Vladimir Jefimkin    | Rusko                  | AG2R-La Mondiale   | + 2'32"     |
| 9.     | Mikel Astarloza      | Španělsko              | Euskaltel-Euskadi  | + 3'51"     |
| 10.    | Vincenzo Nibali      | Itálie                 | Liquigas           | + 4'18"     |
| …      |                      |                        |                    |             |
| 19.    | Roman Kreuziger      | Česko                  | Liquigas           | + 7'11"     |

Sprinterská klasifikace
| Pořadí | Jezdec       | Stát      | Stáj            | Body |
| ------ | ------------ | --------- | --------------- | ---- |
| 1.     | Óscar Freire | Španělsko | Rabobank        | 219  |
| 2.     | Thor Hushovd | Norsko    | Crédit Agricole | - 47 |
| 3.     | Erik Zabel   | Německo   | Team Milram     | - 52 |

Vrchařská klasifikace
| Pořadí | Jezdec         | Stát        | Stáj               | Body |
| ------ | -------------- | ----------- | ------------------ | ---- |
| 1.     | Sebastian Lang | Německo     | Gerolsteiner       | 60   |
| 2.     | Bernhard Kohl  | Rakousko    | Gerolsteiner       | - 1  |
| 3.     | Fränk Schleck  | Lucembursko | Team CSC Saxo Bank | - 14 |

Klasifikace mladých jezdců
| Pořadí | Jezdec          | Stát   | Stáj     | Celkový čas |
| ------ | --------------- | ------ | -------- | ----------- |
| 1.     | Vincenzo Nibali | Itálie | Liquigas | 59h06'13"   |
| 2.     | Maxime Monfort  | Belgie | Cofidis  | + 2'49"     |
| 3.     | Roman Kreuziger | Česko  | Liquigas | + 2'53"     |

Týmová klasifikace
| Pořadí | Stáj               | Stát    | Celkový čas |
| ------ | ------------------ | ------- | ----------- |
| 1.     | Team CSC Saxo Bank | Dánsko  | 176h57'55"  |
| 2.     | AG2R-La Mondiale   | Francie | + 4'49"     |
| 3.     | Gerolsteiner       | Německo | + 15'23"    |

Nejaktivnější jezdec
- José Iván Gutiérrez;  Španělsko; Caisse d'Epargne

## 15. etapa (Embrun–Prato Nevoso; 183 km)
Pořadí
| Pořadí | Jezdec               | Stát                   | Stáj               | Celkový čas |
| ------ | -------------------- | ---------------------- | ------------------ | ----------- |
| 1.     | Simon Gerrans        | Austrálie              | Crédit Agricole    | 4h50'44"    |
| 2.     | Egoi Martínez        | Španělsko              | Euskaltel-Euskadi  | + 3"        |
| 3.     | Danny Pate           | Spojené státy americké | Garmin-Chipotle    | + 10"       |
| 4.     | José Luis Arrieta    | Španělsko              | AG2R-La Mondiale   | + 55"       |
| 5.     | Bernhard Kohl        | Rakousko               | Gerolsteiner       | + 4'03"     |
| 6.     | Carlos Sastre        | Španělsko              | Team CSC Saxo Bank | + 4'03"     |
| 7.     | Alejandro Valverde   | Španělsko              | Caisse d'Epargne   | + 4'12"     |
| 8.     | Děnis Meňšov         | Rusko                  | Rabobank           | + 4'23"     |
| 9.     | Fränk Schleck        | Lucembursko            | Team CSC Saxo Bank | + 4'41"     |
| 10.    | Christian Vandevelde | Spojené státy americké | Garmin-Chipotle    | + 4'43"     |
| 11.    | Roman Kreuziger      | Česko                  | Liquigas           | + 4'46"     |

Celková klasifikace
| Pořadí | Jezdec               | Stát                   | Stáj               | Celkový čas |
| ------ | -------------------- | ---------------------- | ------------------ | ----------- |
| 1.     | Fränk Schleck        | Lucembursko            | Team CSC Saxo Bank | 63h57'21"   |
| 2.     | Bernhard Kohl        | Rakousko               | Gerolsteiner       | + 7"        |
| 3.     | Cadel Evans          | Austrálie              | Silence-Lotto      | + 8"        |
| 4.     | Děnis Meňšov         | Rusko                  | Rabobank           | + 38"       |
| 5.     | Christian Vandevelde | Spojené státy americké | Garmin-Chipotle    | + 39"       |
| 6.     | Carlos Sastre        | Španělsko              | Team CSC Saxo Bank | + 49"       |
| 7.     | Kim Kirchen          | Lucembursko            | Team Columbia      | + 2'48"     |
| 8.     | Vladimir Jefimkin    | Rusko                  | AG2R-La Mondiale   | + 3'36"     |
| 9.     | Alejandro Valverde   | Španělsko              | Caisse d'Epargne   | + 4'11"     |
| 10.    | Samuel Sánchez       | Španělsko              | Euskaltel-Euskadi  | + 4'34"     |
| …      |                      |                        |                    |             |
| 14.    | Roman Kreuziger      | Česko                  | Liquigas           | + 7'15"     |

Sprinterská klasifikace
| Pořadí | Jezdec       | Stát      | Stáj            | Body |
| ------ | ------------ | --------- | --------------- | ---- |
| 1.     | Óscar Freire | Španělsko | Rabobank        | 219  |
| 2.     | Thor Hushovd | Norsko    | Crédit Agricole | - 47 |
| 3.     | Erik Zabel   | Německo   | Team Milram     | - 52 |

Vrchařská klasifikace
| Pořadí | Jezdec         | Stát      | Stáj              | Body |
| ------ | -------------- | --------- | ----------------- | ---- |
| 1.     | Bernhard Kohl  | Rakousko  | Gerolsteiner      | 85   |
| 2.     | Sebastian Lang | Německo   | Gerolsteiner      | - 25 |
| 3.     | Egoi Martínez  | Španělsko | Euskaltel-Euskadi | - 35 |

Klasifikace mladých jezdců
| Pořadí | Jezdec          | Stát   | Stáj     | Celkový čas |
| ------ | --------------- | ------ | -------- | ----------- |
| 1.     | Vincenzo Nibali | Itálie | Liquigas | 64h02'43"   |
| 2.     | Roman Kreuziger | Česko  | Liquigas | + 1'53"     |
| 3.     | Maxime Monfort  | Belgie | Cofidis  | + 3'12"     |

Týmová klasifikace
| Pořadí | Stáj               | Stát       | Celkový čas |
| ------ | ------------------ | ---------- | ----------- |
| 1.     | Team CSC Saxo Bank | Dánsko     | 191h43'49"  |
| 2.     | AG2R-La Mondiale   | Francie    | + 3'32"     |
| 3.     | Rabobank           | Nizozemsko | + 28'13"    |

Nejaktivnější jezdec
- Egoi Martínez;  Španělsko; Euskaltel-Euskadi

## 16. etapa (Cuneo–Jausiers; 157 km)
Pořadí
| Pořadí | Jezdec            | Stát                   | Stáj               | Celkový čas |
| ------ | ----------------- | ---------------------- | ------------------ | ----------- |
| 1.     | Cyril Dessel      | Francie                | AG2R-La Mondiale   | 4h31'27"    |
| 2.     | Sandy Casar       | Francie                | Française des Jeux | + 0"        |
| 3.     | David Arroyo      | Španělsko              | Caisse d'Epargne   | + 0"        |
| 4.     | Jaroslav Popovyč  | Ukrajina               | Silence-Lotto      | + 3"        |
| 5.     | George Hincapie   | Spojené státy americké | Team Columbia      | + 24"       |
| 6.     | Nicolas Portal    | Francie                | Caisse d'Epargne   | + 24"       |
| 7.     | Tadej Valjavec    | Slovinsko              | AG2R-La Mondiale   | + 24"       |
| 8.     | Stefan Schumacher | Německo                | Gerolsteiner       | + 1'03"     |
| 9.     | Andy Schleck      | Lucembursko            | Team CSC Saxo Bank | + 1'28"     |
| 10.    | Bernhard Kohl     | Rakousko               | Gerolsteiner       | + 1'28"     |
| …      |                   |                        |                    |             |
| 25.    | Roman Kreuziger   | Česko                  | Liquigas           | + 4'04"     |

Celková klasifikace
| Pořadí | Jezdec               | Stát                   | Stáj               | Celkový čas |
| ------ | -------------------- | ---------------------- | ------------------ | ----------- |
| 1.     | Fränk Schleck        | Lucembursko            | Team CSC Saxo Bank | 68h30'16"   |
| 2.     | Bernhard Kohl        | Rakousko               | Gerolsteiner       | + 7"        |
| 3.     | Cadel Evans          | Austrálie              | Silence-Lotto      | + 8"        |
| 4.     | Carlos Sastre        | Španělsko              | Team CSC Saxo Bank | + 49"       |
| 5.     | Děnis Meňšov         | Rusko                  | Rabobank           | + 1'13"     |
| 6.     | Christian Vandevelde | Spojené státy americké | Garmin-Chipotle    | + 3'15"     |
| 7.     | Kim Kirchen          | Lucembursko            | Team Columbia      | + 3'23"     |
| 8.     | Alejandro Valverde   | Španělsko              | Caisse d'Epargne   | + 4'11"     |
| 9.     | Samuel Sánchez       | Španělsko              | Euskaltel-Euskadi  | + 4'38"     |
| 10.    | Tadej Valjavec       | Slovinsko              | AG2R-La Mondiale   | + 5'23"     |
| …      |                      |                        |                    |             |
| 16.    | Roman Kreuziger      | Česko                  | Liquigas           | + 9'11"     |

Sprinterská klasifikace
| Pořadí | Jezdec       | Stát      | Stáj            | Body |
| ------ | ------------ | --------- | --------------- | ---- |
| 1.     | Óscar Freire | Španělsko | Rabobank        | 219  |
| 2.     | Thor Hushovd | Norsko    | Crédit Agricole | - 47 |
| 3.     | Erik Zabel   | Německo   | Team Milram     | - 52 |

Vrchařská klasifikace
| Pořadí | Jezdec          | Stát     | Stáj             | Body |
| ------ | --------------- | -------- | ---------------- | ---- |
| 1.     | Bernhard Kohl   | Rakousko | Gerolsteiner     | 85   |
| 2.     | Sebastian Lang  | Německo  | Gerolsteiner     | - 25 |
| 3.     | Thomas Voeckler | Francie  | Bouygues Télécom | - 30 |

Klasifikace mladých jezdců
| Pořadí | Jezdec          | Stát        | Stáj               | Celkový čas |
| ------ | --------------- | ----------- | ------------------ | ----------- |
| 1.     | Andy Schleck    | Lucembursko | Team CSC Saxo Bank | 68h39'17"   |
| 2.     | Vincenzo Nibali | Itálie      | Liquigas           | + 6"        |
| 3.     | Roman Kreuziger | Česko       | Liquigas           | + 50"       |

Týmová klasifikace
| Pořadí | Stáj               | Stát       | Celkový čas |
| ------ | ------------------ | ---------- | ----------- |
| 1.     | Team CSC Saxo Bank | Dánsko     | 205h22'34"  |
| 2.     | AG2R-La Mondiale   | Francie    | + 4'02"     |
| 3.     | Rabobank           | Nizozemsko | + 43'28"    |

Nejaktivnější jezdec
- Stefan Schumacher;  Německo; Gerolsteiner

## 17. etapa (Embrun–L'Alpe-d'Huez; 210,5 km)
Pořadí
| Pořadí | Jezdec               | Stát                   | Stáj               | Celkový čas |
| ------ | -------------------- | ---------------------- | ------------------ | ----------- |
| 1.     | Carlos Sastre        | Španělsko              | Team CSC Saxo Bank | 6h07'58"    |
| 2.     | Samuel Sánchez       | Španělsko              | Euskaltel-Euskadi  | + 2'03"     |
| 3.     | Andy Schleck         | Lucembursko            | Team CSC Saxo Bank | + 2'03"     |
| 4.     | Alejandro Valverde   | Španělsko              | Caisse d'Epargne   | + 2'13"     |
| 5.     | Fränk Schleck        | Lucembursko            | Team CSC Saxo Bank | + 2'13"     |
| 6.     | Vladimir Jefimkin    | Rusko                  | AG2R-La Mondiale   | + 2'15"     |
| 7.     | Cadel Evans          | Austrálie              | Silence-Lotto      | + 2'15"     |
| 8.     | Děnis Meňšov         | Rusko                  | Rabobank           | + 2'15"     |
| 9.     | Christian Vandevelde | Spojené státy americké | Garmin-Chipotle    | + 2'15"     |
| 10.    | Bernhard Kohl        | Rakousko               | Gerolsteiner       | + 2'15"     |
| 11.    | Roman Kreuziger      | Česko                  | Liquigas           | + 3'11"     |

Celková klasifikace
| Pořadí | Jezdec               | Stát                   | Stáj               | Celkový čas |
| ------ | -------------------- | ---------------------- | ------------------ | ----------- |
| 1.     | Carlos Sastre        | Španělsko              | Team CSC Saxo Bank | 74h39'03"   |
| 2.     | Fränk Schleck        | Lucembursko            | Team CSC Saxo Bank | + 1'24"     |
| 3.     | Bernhard Kohl        | Rakousko               | Gerolsteiner       | + 1'33"     |
| 4.     | Cadel Evans          | Austrálie              | Silence-Lotto      | + 1'34"     |
| 5.     | Děnis Meňšov         | Rusko                  | Rabobank           | + 2'39"     |
| 6.     | Christian Vandevelde | Spojené státy americké | Garmin-Chipotle    | + 4'41"     |
| 7.     | Alejandro Valverde   | Španělsko              | Caisse d'Epargne   | + 5'35"     |
| 8.     | Samuel Sánchez       | Španělsko              | Euskaltel-Euskadi  | + 5'52"     |
| 9.     | Tadej Valjavec       | Slovinsko              | AG2R-La Mondiale   | + 8'10"     |
| 10.    | Vladimir Jefimkin    | Rusko                  | AG2R-La Mondiale   | + 8'24"     |
| …      |                      |                        |                    |             |
| 13.    | Roman Kreuziger      | Česko                  | Liquigas           | + 12'13"    |

Sprinterská klasifikace
| Pořadí | Jezdec       | Stát      | Stáj            | Body |
| ------ | ------------ | --------- | --------------- | ---- |
| 1.     | Óscar Freire | Španělsko | Rabobank        | 219  |
| 2.     | Thor Hushovd | Norsko    | Crédit Agricole | - 47 |
| 3.     | Erik Zabel   | Německo   | Team Milram     | - 52 |

Vrchařská klasifikace
| Pořadí | Jezdec        | Stát        | Stáj               | Body |
| ------ | ------------- | ----------- | ------------------ | ---- |
| 1.     | Bernhard Kohl | Rakousko    | Gerolsteiner       | 125  |
| 2.     | Carlos Sastre | Španělsko   | Team CSC Saxo Bank | - 45 |
| 3.     | Fränk Schleck | Lucembursko | Team CSC Saxo Bank | - 45 |

Klasifikace mladých jezdců
| Pořadí | Jezdec          | Stát        | Stáj               | Celkový čas |
| ------ | --------------- | ----------- | ------------------ | ----------- |
| 1.     | Andy Schleck    | Lucembursko | Team CSC Saxo Bank | 74h49'18"   |
| 2.     | Roman Kreuziger | Česko       | Liquigas           | + 1'58"     |
| 3.     | Vincenzo Nibali | Itálie      | Liquigas           | + 15'24"    |

Týmová klasifikace
| Pořadí | Stáj               | Stát       | Celkový čas |
| ------ | ------------------ | ---------- | ----------- |
| 1.     | Team CSC Saxo Bank | Dánsko     | 223h50'44"  |
| 2.     | AG2R-La Mondiale   | Francie    | + 9'27"     |
| 3.     | Rabobank           | Nizozemsko | + 1h01'06"  |

Nejaktivnější jezdec
- Peter Velits;  Slovensko; Team Milram

## 18. etapa (Bourg-d'Oisans–Saint-Étienne; 196,5 km)
Pořadí
| Pořadí | Jezdec              | Stát        | Stáj               | Celkový čas |
| ------ | ------------------- | ----------- | ------------------ | ----------- |
| 1.     | Marcus Burghardt    | Německo     | Team Columbia      | 4h30'21"    |
| 2.     | Carlos Barredo      | Španělsko   | Quick Step         | + 0"        |
| 3.     | Romain Feillu       | Francie     | Agritubel          | + 3'33"     |
| 4.     | Christophe Le Mével | Francie     | Crédit Agricole    | + 3'33"     |
| 5.     | Mikel Astarloza     | Španělsko   | Euskaltel-Euskadi  | + 3'35"     |
| 6.     | Samuel Dumoulin     | Francie     | Cofidis            | + 6'39"     |
| 7.     | Cyril Dessel        | Francie     | AG2R-La Mondiale   | + 6'39"     |
| 8.     | Roman Kreuziger     | Česko       | Liquigas           | + 6'39"     |
| 9.     | Leif Hoste          | Belgie      | Silence-Lotto      | + 6'39"     |
| 10.    | Andy Schleck        | Lucembursko | Team CSC Saxo Bank | + 6'39"     |

Celková klasifikace
| Pořadí | Jezdec               | Stát                   | Stáj               | Celkový čas |
| ------ | -------------------- | ---------------------- | ------------------ | ----------- |
| 1.     | Carlos Sastre        | Španělsko              | Team CSC Saxo Bank | 79h16'14"   |
| 2.     | Fränk Schleck        | Lucembursko            | Team CSC Saxo Bank | + 1'24"     |
| 3.     | Bernhard Kohl        | Rakousko               | Gerolsteiner       | + 1'33"     |
| 4.     | Cadel Evans          | Austrálie              | Silence-Lotto      | + 1'34"     |
| 5.     | Děnis Meňšov         | Rusko                  | Rabobank           | + 2'39"     |
| 6.     | Christian Vandevelde | Spojené státy americké | Garmin-Chipotle    | + 4'41"     |
| 7.     | Alejandro Valverde   | Španělsko              | Caisse d'Epargne   | + 5'35"     |
| 8.     | Samuel Sánchez       | Španělsko              | Euskaltel-Euskadi  | + 5'52"     |
| 9.     | Tadej Valjavec       | Slovinsko              | AG2R-La Mondiale   | + 8'10"     |
| 10.    | Vladimir Jefimkin    | Rusko                  | AG2R-La Mondiale   | + 8'24"     |
| …      |                      |                        |                    |             |
| 13.    | Roman Kreuziger      | Česko                  | Liquigas           | + 12'02"    |

Sprinterská klasifikace
| Pořadí | Jezdec       | Stát      | Stáj            | Body |
| ------ | ------------ | --------- | --------------- | ---- |
| 1.     | Óscar Freire | Španělsko | Rabobank        | 229  |
| 2.     | Thor Hushovd | Norsko    | Crédit Agricole | - 49 |
| 3.     | Erik Zabel   | Německo   | Team Milram     | - 53 |

Vrchařská klasifikace
| Pořadí | Jezdec        | Stát        | Stáj               | Body |
| ------ | ------------- | ----------- | ------------------ | ---- |
| 1.     | Bernhard Kohl | Rakousko    | Gerolsteiner       | 125  |
| 2.     | Carlos Sastre | Španělsko   | Team CSC Saxo Bank | - 45 |
| 3.     | Fränk Schleck | Lucembursko | Team CSC Saxo Bank | - 45 |

Klasifikace mladých jezdců
| Pořadí | Jezdec          | Stát        | Stáj               | Celkový čas |
| ------ | --------------- | ----------- | ------------------ | ----------- |
| 1.     | Andy Schleck    | Lucembursko | Team CSC Saxo Bank | 79h26'18"   |
| 2.     | Roman Kreuziger | Česko       | Liquigas           | + 1'58"     |
| 3.     | Vincenzo Nibali | Itálie      | Liquigas           | + 15'35"    |

Týmová klasifikace
| Pořadí | Stáj               | Stát       | Celkový čas |
| ------ | ------------------ | ---------- | ----------- |
| 1.     | Team CSC Saxo Bank | Dánsko     | 237h42'06"  |
| 2.     | AG2R-La Mondiale   | Francie    | + 9'27"     |
| 3.     | Rabobank           | Nizozemsko | + 1h01'17"  |

Nejaktivnější jezdec
- Marcus Burghardt;  Německo; Team Columbia

## 19. etapa (Roanne–Montluçon; 165,5 km)
Pořadí
| Pořadí | Jezdec            | Stát        | Stáj               | Celkový čas |
| ------ | ----------------- | ----------- | ------------------ | ----------- |
| 1.     | Sylvain Chavanel  | Francie     | Cofidis            | 3h37'09"    |
| 2.     | Jérémy Roy        | Francie     | Française des Jeux | + 0"        |
| 3.     | Gerald Ciolek     | Německo     | Team Columbia      | + 1'13"     |
| 4.     | Erik Zabel        | Německo     | Team Milram        | + 1'13"     |
| 5.     | Heinrich Haussler | Německo     | Gerolsteiner       | + 1'13"     |
| 6.     | Leonardo Duque    | Kolumbie    | Cofidis            | + 1'13"     |
| 7.     | Filippo Pozzato   | Itálie      | Liquigas           | + 1'13"     |
| 8.     | Thor Hushovd      | Norsko      | Crédit Agricole    | + 1'13"     |
| 9.     | Robert Förster    | Německo     | Gerolsteiner       | + 1'13"     |
| 10.    | Julian Dean       | Nový Zéland | Garmin-Chipotle    | + 1'13"     |
| …      |                   |             |                    |             |
| 66.    | Roman Kreuziger   | Česko       | Liquigas           | + 1'13"     |

Celková klasifikace
| Pořadí | Jezdec               | Stát                   | Stáj               | Celkový čas |
| ------ | -------------------- | ---------------------- | ------------------ | ----------- |
| 1.     | Carlos Sastre        | Španělsko              | Team CSC Saxo Bank | 82h54'36"   |
| 2.     | Fränk Schleck        | Lucembursko            | Team CSC Saxo Bank | + 1'24"     |
| 3.     | Bernhard Kohl        | Rakousko               | Gerolsteiner       | + 1'33"     |
| 4.     | Cadel Evans          | Austrálie              | Silence-Lotto      | + 1'34"     |
| 5.     | Děnis Meňšov         | Rusko                  | Rabobank           | + 2'39"     |
| 6.     | Christian Vandevelde | Spojené státy americké | Garmin-Chipotle    | + 4'41"     |
| 7.     | Alejandro Valverde   | Španělsko              | Caisse d'Epargne   | + 5'35"     |
| 8.     | Samuel Sánchez       | Španělsko              | Euskaltel-Euskadi  | + 5'52"     |
| 9.     | Tadej Valjavec       | Slovinsko              | AG2R-La Mondiale   | + 8'10"     |
| 10.    | Vladimir Jefimkin    | Rusko                  | AG2R-La Mondiale   | + 8'24"     |
| …      |                      |                        |                    |             |
| 13.    | Roman Kreuziger      | Česko                  | Liquigas           | + 12'02"    |

Sprinterská klasifikace
| Pořadí | Jezdec       | Stát      | Stáj            | Body |
| ------ | ------------ | --------- | --------------- | ---- |
| 1.     | Óscar Freire | Španělsko | Rabobank        | 244  |
| 2.     | Erik Zabel   | Německo   | Team Milram     | - 42 |
| 3.     | Thor Hushovd | Norsko    | Crédit Agricole | - 46 |

Vrchařská klasifikace
| Pořadí | Jezdec        | Stát        | Stáj               | Body |
| ------ | ------------- | ----------- | ------------------ | ---- |
| 1.     | Bernhard Kohl | Rakousko    | Gerolsteiner       | 125  |
| 2.     | Carlos Sastre | Španělsko   | Team CSC Saxo Bank | - 45 |
| 3.     | Fränk Schleck | Lucembursko | Team CSC Saxo Bank | - 45 |

Klasifikace mladých jezdců
| Pořadí | Jezdec          | Stát        | Stáj               | Celkový čas |
| ------ | --------------- | ----------- | ------------------ | ----------- |
| 1.     | Andy Schleck    | Lucembursko | Team CSC Saxo Bank | 83h04'40"   |
| 2.     | Roman Kreuziger | Česko       | Liquigas           | + 1'58"     |
| 3.     | Vincenzo Nibali | Itálie      | Liquigas           | + 15'35"    |

Týmová klasifikace
| Pořadí | Stáj               | Stát       | Celkový čas |
| ------ | ------------------ | ---------- | ----------- |
| 1.     | Team CSC Saxo Bank | Dánsko     | 248h37'12"  |
| 2.     | AG2R-La Mondiale   | Francie    | + 9'27"     |
| 3.     | Rabobank           | Nizozemsko | + 1h01'17"  |

Nejaktivnější jezdec
- Sylvain Chavanel;  Francie; Cofidis

## 20. etapa (Cérilly–Saint-Amand-Montrond; časovka 53 km)
Pořadí
| Pořadí | Jezdec               | Stát                   | Stáj               | Celkový čas |
| ------ | -------------------- | ---------------------- | ------------------ | ----------- |
| 1.     | Stefan Schumacher    | Německo                | Gerolsteiner       | 1h03'50"    |
| 2.     | Fabian Cancellara    | Švýcarsko              | Team CSC Saxo Bank | + 21"       |
| 3.     | Kim Kirchen          | Lucembursko            | Team Columbia      | + 1'01"     |
| 4.     | Christian Vandevelde | Spojené státy americké | Garmin-Chipotle    | + 1'05"     |
| 5.     | David Millar         | Velká Británie         | Garmin-Chipotle    | + 1'37"     |
| 6.     | Děnis Meňšov         | Rusko                  | Rabobank           | + 1'55"     |
| 7.     | Cadel Evans          | Austrálie              | Silence-Lotto      | + 2'05"     |
| 8.     | Sebastian Lang       | Německo                | Gerolsteiner       | + 2'19"     |
| 9.     | Bernhard Kohl        | Rakousko               | Gerolsteiner       | + 2'21"     |
| 10.    | George Hincapie      | Spojené státy americké | Team Columbia      | + 2'28"     |
| …      |                      |                        |                    |             |
| 23.    | Roman Kreuziger      | Česko                  | Liquigas           | + 3'21"     |

Celková klasifikace
| Pořadí | Jezdec               | Stát                   | Stáj               | Celkový čas |
| ------ | -------------------- | ---------------------- | ------------------ | ----------- |
| 1.     | Carlos Sastre        | Španělsko              | Team CSC Saxo Bank | 84h01'00"   |
| 2.     | Cadel Evans          | Austrálie              | Silence-Lotto      | + 1'05"     |
| 3.     | Bernhard Kohl        | Rakousko               | Gerolsteiner       | + 1'20"     |
| 4.     | Děnis Meňšov         | Rusko                  | Rabobank           | + 2'00"     |
| 5.     | Christian Vandevelde | Spojené státy americké | Garmin-Chipotle    | + 3'12"     |
| 6.     | Fränk Schleck        | Lucembursko            | Team CSC Saxo Bank | + 4'28"     |
| 7.     | Samuel Sánchez       | Španělsko              | Euskaltel-Euskadi  | + 6'32"     |
| 8.     | Kim Kirchen          | Lucembursko            | Team Columbia      | + 7'02"     |
| 9.     | Alejandro Valverde   | Španělsko              | Caisse d'Epargne   | + 7'26"     |
| 10.    | Tadej Valjavec       | Slovinsko              | AG2R-La Mondiale   | + 9'12"     |
| …      |                      |                        |                    |             |
| 13.    | Roman Kreuziger      | Česko                  | Liquigas           | + 12'49"    |

Sprinterská klasifikace
| Pořadí | Jezdec       | Stát      | Stáj            | Body |
| ------ | ------------ | --------- | --------------- | ---- |
| 1.     | Óscar Freire | Španělsko | Rabobank        | 244  |
| 2.     | Erik Zabel   | Německo   | Team Milram     | - 42 |
| 3.     | Thor Hushovd | Norsko    | Crédit Agricole | - 46 |

Vrchařská klasifikace
| Pořadí | Jezdec        | Stát        | Stáj               | Body |
| ------ | ------------- | ----------- | ------------------ | ---- |
| 1.     | Bernhard Kohl | Rakousko    | Gerolsteiner       | 125  |
| 2.     | Carlos Sastre | Španělsko   | Team CSC Saxo Bank | - 45 |
| 3.     | Fränk Schleck | Lucembursko | Team CSC Saxo Bank | - 45 |

Klasifikace mladých jezdců
| Pořadí | Jezdec          | Stát        | Stáj               | Celkový čas |
| ------ | --------------- | ----------- | ------------------ | ----------- |
| 1.     | Andy Schleck    | Lucembursko | Team CSC Saxo Bank | 84h12'32"   |
| 2.     | Roman Kreuziger | Česko       | Liquigas           | + 1'17"     |
| 3.     | Vincenzo Nibali | Itálie      | Liquigas           | + 17'01"    |

Týmová klasifikace
| Pořadí | Stáj               | Stát       | Celkový čas |
| ------ | ------------------ | ---------- | ----------- |
| 1.     | Team CSC Saxo Bank | Dánsko     | 251h54'35"  |
| 2.     | AG2R-La Mondiale   | Francie    | + 15'49"    |
| 3.     | Rabobank           | Nizozemsko | + 1h05'33"  |

## 21. etapa (Étampes–Paříž; 143 km)
Pořadí
| Pořadí | Jezdec            | Stát         | Stáj            | Celkový čas |
| ------ | ----------------- | ------------ | --------------- | ----------- |
| 1.     | Gert Steegmans    | Belgie       | Quick Step      | 3h51'38"    |
| 2.     | Gerald Ciolek     | Německo      | Team Columbia   | + 0"        |
| 3.     | Óscar Freire      | Španělsko    | Rabobank        | + 0"        |
| 4.     | Robbie McEwen     | Austrálie    | Silence-Lotto   | + 0"        |
| 5.     | Thor Hushovd      | Norsko       | Crédit Agricole | + 0"        |
| 6.     | Julian Dean       | Nový Zéland  | Garmin-Chipotle | + 0"        |
| 7.     | Stefan Schumacher | Německo      | Gerolsteiner    | + 0"        |
| 8.     | Robert Förster    | Německo      | Gerolsteiner    | + 0"        |
| 9.     | Leonardo Duque    | Kolumbie     | Cofidis         | + 0"        |
| 10.    | Robert Hunter     | Jižní Afrika | Barloworld      | + 0"        |
| …      |                   |              |                 |             |
| 124.   | Roman Kreuziger   | Česko        | Liquigas        | + 24"       |

Celková klasifikace
| Pořadí | Jezdec               | Stát                   | Stáj               | Celkový čas |
| ------ | -------------------- | ---------------------- | ------------------ | ----------- |
| 1.     | Carlos Sastre        | Španělsko              | Team CSC Saxo Bank | 87h52'52"   |
| 2.     | Cadel Evans          | Austrálie              | Silence-Lotto      | + 58"       |
| 3.     | Bernhard Kohl        | Rakousko               | Gerolsteiner       | + 1'13"     |
| 4.     | Děnis Meňšov         | Rusko                  | Rabobank           | + 2'10"     |
| 5.     | Christian Vandevelde | Spojené státy americké | Garmin-Chipotle    | + 3'05"     |
| 6.     | Fränk Schleck        | Lucembursko            | Team CSC Saxo Bank | + 4'28"     |
| 7.     | Samuel Sánchez       | Španělsko              | Euskaltel-Euskadi  | + 6'25"     |
| 8.     | Kim Kirchen          | Lucembursko            | Team Columbia      | + 6'55"     |
| 9.     | Alejandro Valverde   | Španělsko              | Caisse d'Epargne   | + 7'12"     |
| 10.    | Tadej Valjavec       | Slovinsko              | AG2R-La Mondiale   | + 9'05"     |
| …      |                      |                        |                    |             |
| 13.    | Roman Kreuziger      | Česko                  | Liquigas           | + 12'59"    |

Sprinterská klasifikace
| Pořadí | Jezdec       | Stát      | Stáj            | Body |
| ------ | ------------ | --------- | --------------- | ---- |
| 1.     | Óscar Freire | Španělsko | Rabobank        | 270  |
| 2.     | Thor Hushovd | Norsko    | Crédit Agricole | - 50 |
| 3.     | Erik Zabel   | Německo   | Team Milram     | - 53 |

Vrchařská klasifikace
| Pořadí | Jezdec        | Stát        | Stáj               | Body |
| ------ | ------------- | ----------- | ------------------ | ---- |
| 1.     | Bernhard Kohl | Rakousko    | Gerolsteiner       | 128  |
| 2.     | Carlos Sastre | Španělsko   | Team CSC Saxo Bank | - 48 |
| 3.     | Fränk Schleck | Lucembursko | Team CSC Saxo Bank | - 48 |

Klasifikace mladých jezdců
| Pořadí | Jezdec          | Stát        | Stáj               | Celkový čas |
| ------ | --------------- | ----------- | ------------------ | ----------- |
| 1.     | Andy Schleck    | Lucembursko | Team CSC Saxo Bank | 88h04'24"   |
| 2.     | Roman Kreuziger | Česko       | Liquigas           | + 1'27"     |
| 3.     | Vincenzo Nibali | Itálie      | Liquigas           | + 17'01"    |

Týmová klasifikace
| Pořadí | Stáj               | Stát       | Celkový čas |
| ------ | ------------------ | ---------- | ----------- |
| 1.     | Team CSC Saxo Bank | Dánsko     | 263h29'57"  |
| 2.     | AG2R-La Mondiale   | Francie    | + 15'35"    |
| 3.     | Rabobank           | Nizozemsko | + 1h05'26"  |

Nejaktivnější jezdec
- Nicolas Vogondy;  Francie; Agritubel